# Shalimar (profumo)
Shalimar è un profumo da donna creato nel 1925 da Jacques Guerlain, che lo ha realizzato ispirandosi, per il nome, all'opera dell'imperatore indiano Shah Jahan, che aveva realizzato gli splendidi Giardini Shalimar di Lahore (oggi dichiarati patrimonio dell'umanità dall'UNESCO). Le suggestioni esotiche dell'ambiente indiano evocano anche la principessa indiana Mumtaz Mahal in onore della quale il marito fece costruire il più celebre dei mausolei, il Taj Mahal. 
Benché preparato già nel 1921, il profumo venne presentato al pubblico solo nel 1925 in occasione dell'Esposizione internazionale di arti decorative a Parigi, al Grand Palais.
Questo profumo ha come base la Guerlinade, un composto di essenze di iris e vaniglia, creato a partire da un profumo più antico, Jicky di Guerlain, ideato dallo zio, Aimé Guerlain nel 1889.
Questo profumo è servito come base di ispirazione per: 
- Habit Rouge e
- L'Instant de Guerlain di Guerlain,
- L di Lolita Lempicka, alla vaniglia,
- Obsession di Calvin Klein,
- Opium di Yves Saint Laurent,
- Must di Cartier,
- Parfum di Lalique,
- Trouble di Boucheron,
- Youth Dew di Estée Lauder
- 69 Le Parfum di Christopher DiCas.

Va anche notato che il termine Shalimar viene spesso copiato da profumi dozzinali che non hanno niente a che vedere con l'originale. Si tratta però solo degli "avatar genealogici" come "Celimar" o "Sanarar", il che, secondo la casa Guerlain, danneggia la sua reputazione, obbligandola a intraprendere azioni legali, mediamente una decina ogni anno.